# Поджо-Міртето
Поджо-Міртето (італ. Poggio Mirteto) — муніципалітет в Італії, у регіоні Лаціо, провінція Рієті.
Поджо-Міртето розташоване на відстані близько 45 км на північ від Рима, 22 км на південний захід від Рієті.
Населення — 6272 особи (2014).
Щорічний фестиваль відбувається 7 серпня. Покровитель — San Gaetano di Thiene.

## Демографія
Населення за роками:

Станом на 1 січня 2023 року в муніципалітеті офіційно проживало 807 іноземців з 67 країн, серед них 370 громадян країн Євросоюзу та 17 громадян України.

## Сусідні муніципалітети
- Філаччано
- Форано
- Монтополі-ді-Сабіна
- Поджо-Катіно
- Салізано
- Торрита-Тіберина